# Marek Grycz
Marek Grycz (* 15. září 1997, Třinec) je český moderní pětibojař, několikanásobný juniorský mistr světa a bronzový medailista z mistrovství světa pro rok 2023, člen ASC Dukla Praha.
V roce 2017 získal titul pětibojař roku. Ve světovém žebříčku byl nejvýše klasifikován na 17. místě v roce 2023.
Největšího úspěchu v dosavadní seniorské kariéře zaznamenal Grycz v roce 2023, kdy na Mistrovství světa po neúspěchu v závodu jednotlivců získal společně s Lucií Hlaváčkovou bronzové medaile ve smíšené štafetě.

## Těšínská osmička
V roce 2023 se zúčastnil 4. ročníku charitativního běhu Těšínská osmička Nadace AGEL, závod nakonec vyhrál.